# Бути зайвим
«Бути зайвим» (латис. «Liekam būt») — латвійський радянський художній фільм режисера  Алоїза Бренча. Знятий за сценарієм  Андріса Колбергса на  Ризькій кіностудії у 1976 році.

## Сюжет
Волдемар Вітерс вийшов на волю, відсидівши семирічний термін. Перший час доводиться жити разом з сестрою і її чоловіком. Стара компанія розпалася. Тексіс і Боміс як і раніше займаються злочинним промислом, але близький друг Арніс і колишній компаньйон Петак повернулися до нормального життя.
Перебуваючи на роздоріжжі, Волдіс все більше схиляється до того, щоб забути своє кримінальне минуле, одружитися з Іреною і піти учнем реставратора в столярну майстерню, куди його рекомендував дільничний інспектор.
Тексіс повинен Вітерсу гроші і пропонує пограбувати ювелірний магазин. За його планом вони проникнуть в торговий зал через сусідній підвал і Волдіс легко відкриє сейф, основний замок якого знаходиться в ремонті.
Проломивши стіну і негайно потрапивши в магазин, злочинці забарилися з сейфом і, по гарячих слідах, на їхній слід швидко вийшла оперативна група. Загнаний в кут на руїнах старого будинку, Волдіс не став стріляти в інспектора, а пустив кулю собі в скроню.

## У ролях
- Вітаутас Томкус —  Волдемар Вітерс
- Волдемар Зандберг —  Лео Александрс, капітан міліції
- Астрід Кайріша —  Ірена Андава
- Харій Лієпіньш —  Тексіс
- Улдіс Пуцітіс —  Петак
- Юріс Мартіньш Плявіньш —  Боміс
- Хелга Данцберга —  сестра Вітерса
- Улдіс Думпіс —  Арніс
- Евалдс Валтерс —  сторож на заводі шампанських вин
- Артур Калейс —  двірник
- Петеріс Васараудзіс —  Олександр Карлович, нумізмат
- Олександр Купріашвілі —  Гіві
- Григол Талаквадзе —  листоноша

## Знімальна група
- Автор сценарію: Андріс Колбергс
- Режисер-постановник: Алоїз Бренч
- Оператор-постановник: Ріхард Пікс
- Композитор: Іварс Вігнерс
- Художник-постановник: Гунарс Балодіс